# Bisdom Sao Tomé en Principe

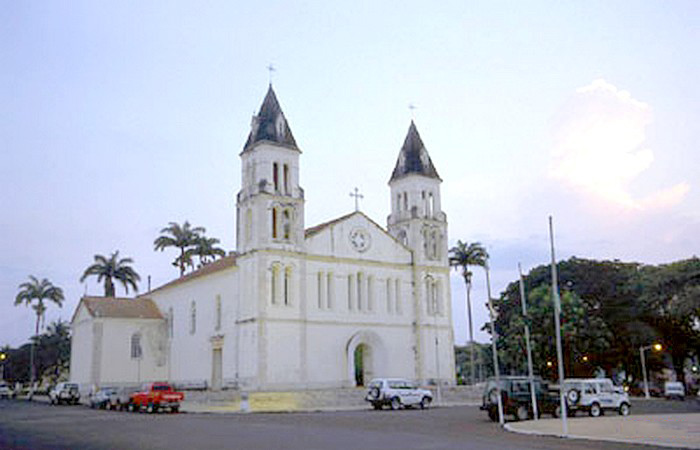
De kathedraal van Sao Tomé, zetel van het bisdom

Het Rooms-katholieke Bisdom Sao Tomé en Principe (Latijn: Sancti Thomae in Insula) beslaat het land Sao Tomé en Principe en valt direct onder de Heilige Stoel. In 1534 werd het bisdom gevestigd maar viel toen nog onder Portugal. De zetel is de kathedraal Sé Catedral de Nossa Senhora da Graça de São Tomé in Sao Tomé-stad.

## Bisschoppen
- Bisschop Timóteo do Sacramento (1693–1696)
- Bisschop Bishop Vicente do Espirito Santo (1779–1782)
- Bisschop Caetano Veloso (1802–1803)
- Bisschop Custodio d’Almeida (1805–1812)
- Bisschop Bartholomeu de Martyribus Maya (1816–1819)
- Bisschop António José de Souza Barroso (1897–1899)
- Aartsbisschop Moisés Alves de Pinho (1941–1966)
- Bisschop Abílio Rodas de Sousa Ribas (1984–2006)
- Bisschop Manuel António Mendes dos Santos (2006-2022)
- Bisschop João de Ceita Nazaré (2024-heden)